# 法伊舍德河
51°8′43.3″N 8°0′42.3″E / 51.145361°N 8.011750°E

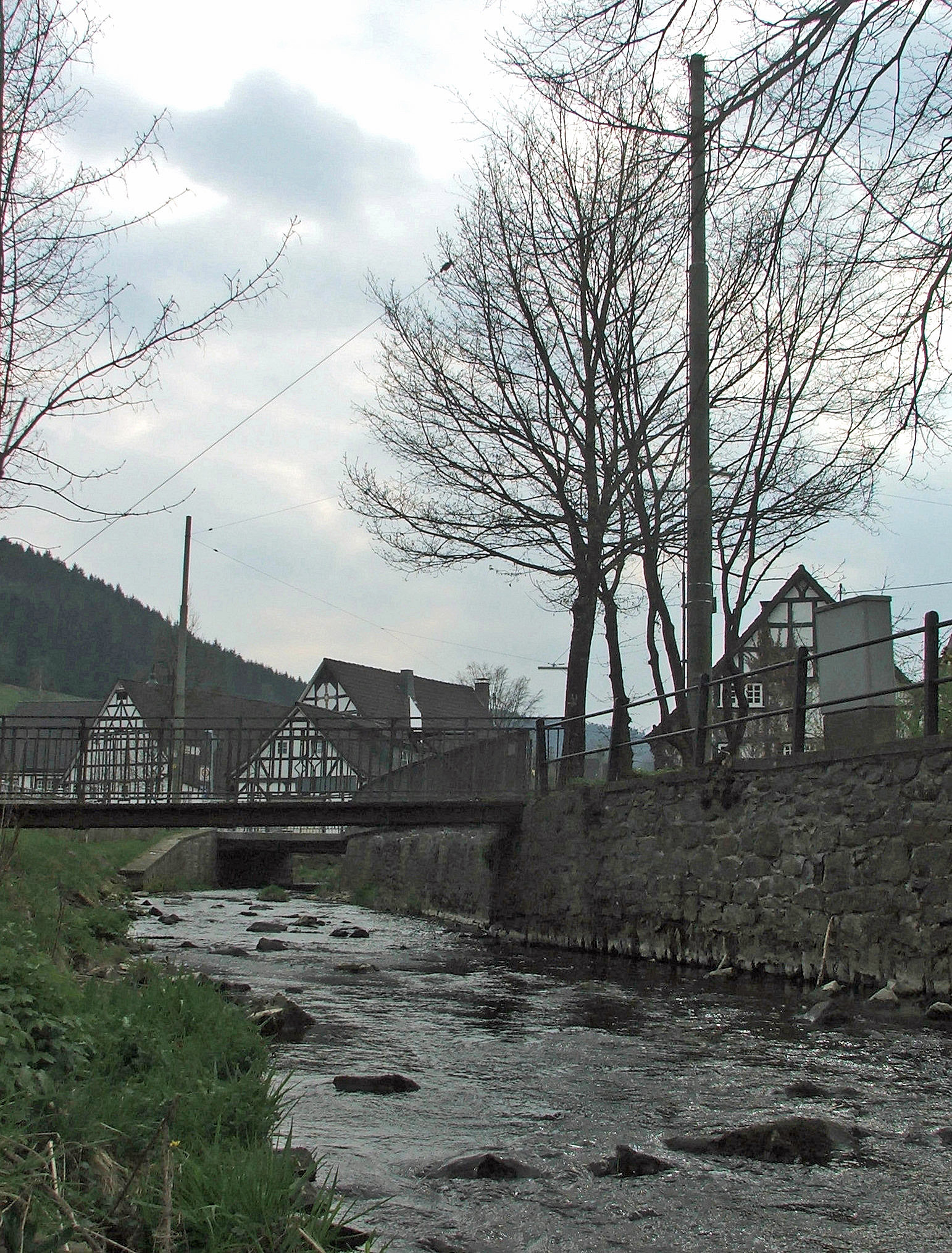
法伊舍德河

法伊舍德河（德語：Veischede），是德國的河流，位於該國西部，處於北萊茵-威斯特法倫州，屬於萊內河的左支流，河道全長16.6公里，流域面積42.8平方公里。